# Сиоковац
Сиоковац је насељено место града Јагодине у Поморавском округу. Према попису из 2022. има 315 становника (према попису из 2011. било је 352 становника).

## Историја
До Другог српског устанка Сиоковац (тад Свиоковац) се налазио у саставу Османског царства. Након Другог српског устанка Сиоковац улази у састав Кнежевине Србије и административно је припадао Јагодинској нахији и Левачкој кнежини све до 1834. године када је Србија подељена на сердарства.
У Сиоковцу је рођен Радич Петровић, значајни војвода из Првог српског устанка, и судија београдског магистрата. Овде се налази Црква Светог Саве.

## Демографија
У насељу Сиоковац живи 324 пунолетна становника, а просечна старост становништва износи 45,0 година (43,3 код мушкараца и 46,7 код жена). У насељу има 124 домаћинства, а просечан број чланова по домаћинству је 3,07.
Ово насеље је великим делом насељено Србима (према попису из 2002. године), а у последња три пописа, примећен је пад у броју становника.
|  |

| Демографија | Демографија | Демографија |
| Година      | Становника  | Становника  |
| ----------- | ----------- | ----------- |
| 1948.       | 577         |             |
| 1953.       | 561         |             |
| 1961.       | 545         |             |
| 1971.       | 475         |             |
| 1981.       | 432         |             |
| 1991.       | 424         | 422         |
| 2002.       | 381         | 386         |
| 2011.       | 352         |             |
| 2022.       | 315         |             |

| Етнички састав према попису из 2002.‍ | Етнички састав према попису из 2002.‍ | Етнички састав према попису из 2002.‍ | Етнички састав према попису из 2002.‍ | Етнички састав према попису из 2002.‍ |
| ------------------------------------ | ------------------------------------ | ------------------------------------ | ------------------------------------ | ------------------------------------ |
|                                      |                                      |                                      |                                      |                                      |
| Срби                                 | Срби                                 |                                      | 377                                  | 98,95%                               |
| Црногорци                            | Црногорци                            |                                      | 1                                    | 0,26%                                |
| Муслимани                            | Муслимани                            |                                      | 1                                    | 0,26%                                |
| непознато                            | непознато                            |                                      | 2                                    | 0,52%                                |

| Сиоковац у пописима Јагодинске нахије — од 1818. до 1829.                         |       |       |       |       |       |       |          |       |       |       |       |       |
| Година пописа                                                                     | 1818. | 1819. | 1820. | 1821. | 1822. | 1823. | 1824/25. | 1825. | 1826. | 1827. | 1828. | 1829. |
| Куће                                                                              | 26    | 27    | 27    | 28    | 25    | 26    | 27       | 27    | 26    | 28    | 27    | 27    |
| Пореске главе*                                                                    | -     | 29    | 30    | 31    | 29    | 28    | 30       | 29    | 27    | 29    | 31    | 31    |
| Арачке главе**                                                                    | 50    | 59    | 61    | 61    | 60    | 63    | 61       | 65    | 68    | 72    | 75    | 78    |
| *Пореске главе = Ожењени мушкарци \| ** Арачке главе = Мушкарци од 7 до 70 година |       |       |       |       |       |       |          |       |       |       |       |       |

| Година пописа     | 1948. | 1953. | 1961. | 1971. | 1981. | 1991. | 2002. |
| ----------------- | ----- | ----- | ----- | ----- | ----- | ----- | ----- |
| Број домаћинстава | 116   | 126   | 125   | 126   | 121   | 127   | 124   |

| Број чланова      | 1  | 2  | 3  | 4  | 5  | 6  | 7 | 8 | 9 | 10 и више | Просек |
| ----------------- | -- | -- | -- | -- | -- | -- | - | - | - | --------- | ------ |
| Број домаћинстава | 29 | 33 | 14 | 17 | 13 | 15 | 3 | 0 | 0 | 0         | 3,07   |

| Пол    | Укупно | Неожењен/Неудата | Ожењен/Удата | Удовац/Удовица | Разведен/Разведена | Непознато |
| ------ | ------ | ---------------- | ------------ | -------------- | ------------------ | --------- |
| Мушки  | 168    | 45               | 109          | 12             | 2                  | 0         |
| Женски | 171    | 19               | 116          | 34             | 2                  | 0         |
| УКУПНО | 339    | 64               | 225          | 46             | 4                  | 0         |

| Пол    | Укупно                    | Пољопривреда, лов и шумарство | Рибарство                            | Вађење руде и камена | Прерађивачка индустрија       |
| ------ | ------------------------- | ----------------------------- | ------------------------------------ | -------------------- | ----------------------------- |
| Мушки  | 94                        | 17                            | 0                                    | 0                    | 37                            |
| Женски | 33                        | 11                            | 0                                    | 0                    | 10                            |
| УКУПНО | 127                       | 28                            | 0                                    | 0                    | 47                            |
| Пол    | Производња и снабдевање   | Грађевинарство                | Трговина                             | Хотели и ресторани   | Саобраћај, складиштење и везе |
| Мушки  | 2                         | 6                             | 8                                    | 0                    | 5                             |
| Женски | 1                         | 0                             | 5                                    | 1                    | 0                             |
| УКУПНО | 3                         | 6                             | 13                                   | 1                    | 5                             |
| Пол    | Финансијско посредовање   | Некретнине                    | Државна управа и одбрана             | Образовање           | Здравствени и социјални рад   |
| Мушки  | 0                         | 0                             | 5                                    | 0                    | 5                             |
| Женски | 0                         | 1                             | 0                                    | 0                    | 4                             |
| УКУПНО | 0                         | 1                             | 5                                    | 0                    | 9                             |
| Пол    | Остале услужне активности | Приватна домаћинства          | Екстериторијалне организације и тела | Непознато            | Непознато                     |
| Мушки  | 3                         | 0                             | 0                                    | 6                    | 6                             |
| Женски | 0                         | 0                             | 0                                    | 0                    | 0                             |
| УКУПНО | 3                         | 0                             | 0                                    | 6                    | 6                             |